# Galepus

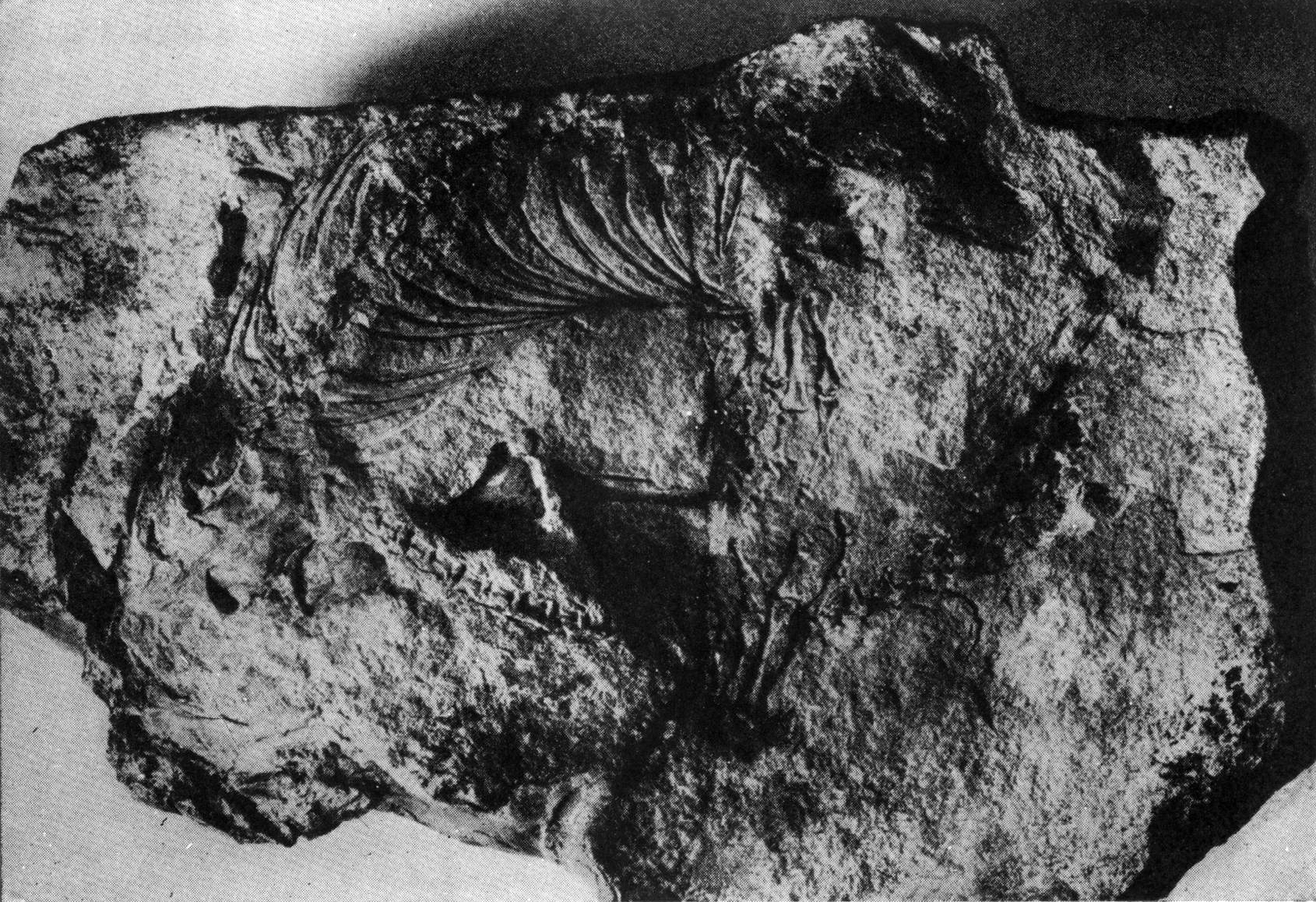
Galepus jouberti зразок 5541

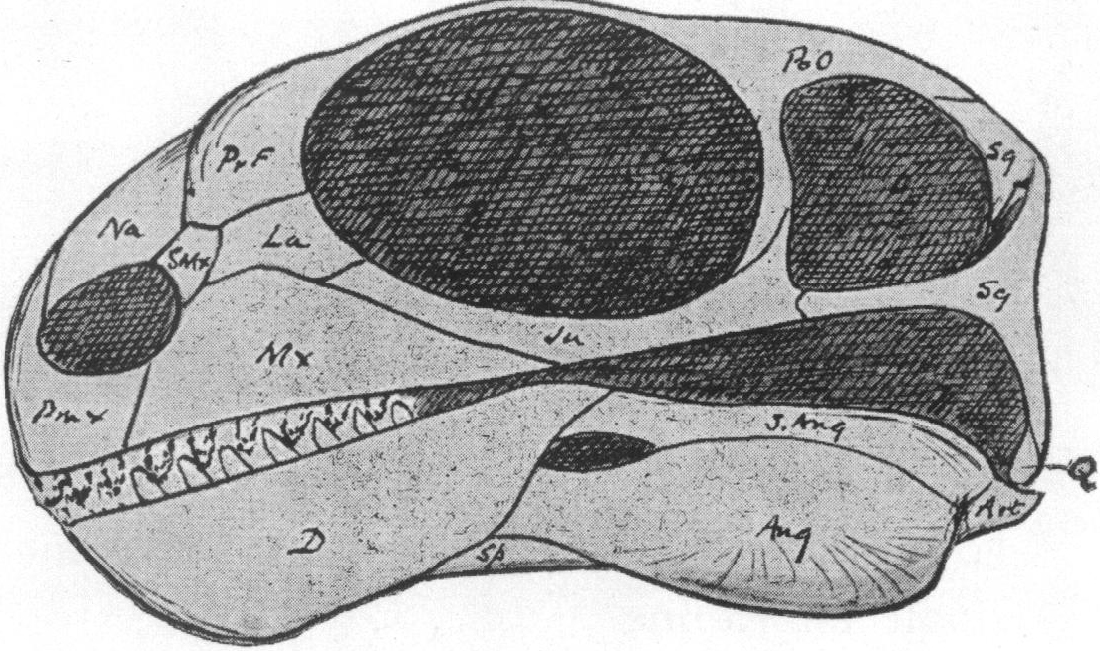
Galepus jouberti реконструкція, зразок 5541

Галепус (лат. Galepus jouberti) — рід середньопермських аномодонтів з Південної Африки.

## Опис
Довжина галепуса бл. 30 см. Передні зуби збільшені. Хвіст дуже довгий. Очниці великі.
Можливо, галепус добре бігав. Голова, відносно тулуба, велика.